# Собачий рай (фильм, 2013)
«Собачий рай» — российский фильм режиссёра Анны Чернаковой. Поставлен по сценарию Александра Адабашьяна, опубликованном ранее в журнале «Искусство кино» под названием «Проезд Серова». Картина получила несколько призов в рамках национальных кинофестивалей.

## Сюжет
В одном московском доме живёт девочка Таня, которой 12 лет. Этим летом 1953 года она не поехала в пионерлагерь и осталась в Москве. Вскоре в их дом приезжает семья мальчика, которого зовут Митя. Они приехали из далёкого города Магадана, где находились в ссылке. Мальчик рассказывает Тане, что в Магадане у него была собака, которую звали Гектор, и он её очень любит. Мальчик с девочкой стараются разными способами вернуть любимую собаку в Москву.  По ходу поисков различных вариантов они узнают много интересного и необычного о митиной семье.

## В ролях
- Анна Корнева — Таня
- Александр Кудрявцев — Митя
- Марина Игнатова — Елена Владимировна
- Игорь Гордин — Константин
- Александр Адабашьян — Борис
- Наталья Ткаченко — Ольга
- Нина Семёнова — Тася
- Анастасия Фурса — Лина
- Глафира Тарханова — Катя
- Наталья Акимова — Ирина Юрьевна
- Лидия Байрашевская — Федюкова
- Константин Воробьёв — Федюков

## Художественные особенности
Обозреватель «Российской газеты» полагает, что фильм снят в манере драматургии Чехова; он «рафинированно интеллигентен», но не в запредельном мудрствовании, а в манере персонажей общаться, слушать и слышать друг друга. Стилистически лента выдержана в духе кинематографа 1950-х годов: соответствующая игра актёров, изобилие павильонных съёмок, музыкальное оформление, построенное на малоизвестных песнях того периода.

## Награды
- Специальный приз жюри «За современный стиль киномышления» фестиваля «Окно в Европу» (Выборг);
- приз за лучшую режиссёрскую работу и за лучшую женскую роль Второго Международного фестиваля детского и семейного кино «Сердце Байкала» (Иркутск, 2013 год);
- приз за лучший сценарий фестиваля «„Угра“» (Калуга, 2014 год);
- приз за лучший фильм кинофестиваля «Человек, познающий мир» (Углич, 2013 год);
- призы за лучшую женскую роль и за операторскую работу кинофестиваля «В Кругу Семьи» (Екатеринбург, 2013 год).
- Номинации «Лучший сценарий» (А. Адабашьян) и «Лучшая работа художника по костюмам» (Н. Васильева) на премию «Золотой орел» (2014 год)

## Критика
Кроме многочисленных наград картина получила в свой адрес и ряд негативных критических замечаний. Рецензент кинопортала Медиа-холдинг С-MEDIA Евгений Ухов назвал её «тоскливо-ностальгическим, беззубым погружением в постсталинское прошлое». Всероссийское родительское сопротивление (формально не являясь киноведческим источником) в своей экспертизе фильма обвиняет его в развитии и закреплении «агрессивного поведения у детей и подростков», а также в дискредитации ветеранов Великой Отечественной войны и некоторых символов социалистической эпохи. Александр Адабашьян в ответ на критические замечания заявил, что «Собачий рай» — это лишь тот мир, который дети строят для собаки. Никакого Эзопового языка, аллюзий на существовавший режим в картине нет, и если они читаются, то чисто случайно. «Это воспоминания о детстве. Кто бы что ни говорил, а детство большая часть людей вспоминает как время прекрасное… Картина не особо радостная. Нельзя сказать, что там всё хорошо и весело заканчивается. В жизни присутствуют и хорошие, и плохие моменты. Но их восприятие всегда разное. Показать человечность, всю палитру человеческих эмоций — это то, к чему мы стремились».